# Hõralaid
Hõralaid est une île d'Estonie située dans le  golfe de Riga.

## Géographie
Elle fait partie de la commune de Pühalepa et se situe à 1,5 km de la côte Est de Hiiumaa et à 1,5 km environ au Sud-Est de Vohilaid. La profondeur entre les deux îles (approximativement 0,6 m) permet un passage à pied entre elles. 